# Carnaval de Bielsa
El carnaval de Bielsa és la festa més important que se celebra al municipi de Bielsa (comarca aragonesa del Sobrarb, Osca). És considerat un dels carnavals més representatius que es conserven a l'Aragó, per la pervivència dels seus personatges i els rituals propis de la festa pagana de carnaval. El carnaval de Bielsa es ve celebrant de manera ininterrompuda des de períodes pre-cristians, i es conserva tant l'essència de la festa com la dels seus personatges. Aquests han canviat molt poc des de principis de segle passat fins als nostres dies.

## Història
Antany la celebració es prolongava fins al dimecres de cendra, però actualment s'ha reduït al cap de setmana anterior a la quaresma. Són dates en què es ressuscita una ancestral tradició que ni la Guerra Civil espanyola, ni el període de la dictadura franquista, amb un fort component de fervor religiós catòlic van poder destruir ni paralitzar. Aquest carnaval ha conservat amb gran puresa els ritus precristians. El carnaval comença així que s'acaba el Nadal, a partir del 17 de gener. Per Sant Antoni la gent ja comença a confeccionar els vestits. És en aquesta data quan apareixen pel poble uns personatges anomenats goluchos, xavals disfressats amb parracs de dalt a baix, que passegen per tot el poble, anant casa per casa i anunciant el carnestoltes. El carnaval comença amb la confecció del Cornelio Zorrilla el dijous, a la nit, un ninot fet amb robes velles farcides de palla que serà penjat a la finestra de l'ajuntament i hi serà present durant tot el carnaval. La festa acaba el diumenge a la nit, quan aquest personatge és jutjat per les seves malifetes i condemnat a morir apallissat i cremat a la foguera.

## L'onsode Bielsa i les festes de l'os

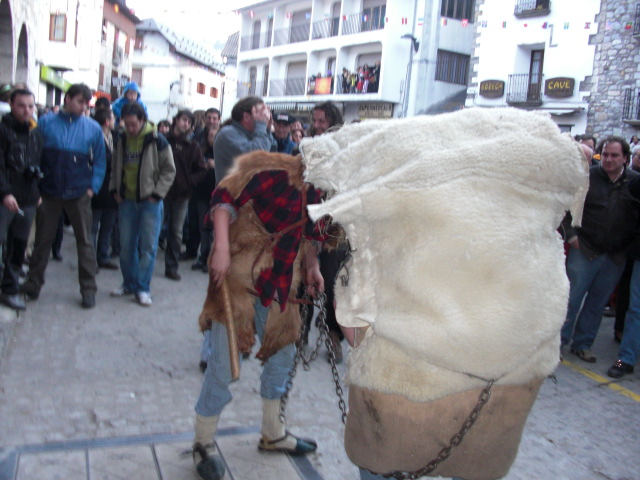
Un onso i el seu domador

Dentre els diversos personatges del carnaval de Bielsa, un dels més destacats, l'onso (os, en aragonès) connecta aquesta celebració amb les diferents festes de l'os que encara es conserven als Pirineus, com són les diferents festes de l'os al Vallespir i les festes de l'ossa a Andorra. També està emparentada amb la festa de l'onso de la Mata, realitzada en aquest poble de la comarca valenciana dels Ports, colonitzada a l'edat mitjana per repobladors aragonesos.
Durant l'edat mitjana, l'os bru tenia una forta presència a la major part de les zones muntanyoses de la península ibèrica. Però a finals del segle xx, degut a la persecució directa per l'home, tan sols quedaven dues poblacions d'ossos a la serralada Cantàbrica i una minsa població relicta de 4 o 5 individus als Pirineus occidentals. A Bielsa, l'últim os que es va veure es va caçar a inicis del segle xx Tanmateix, des dels anys 90 diverses accions de reforç poblacional a la serralada han permès remuntar la demografia d'aquesta espècie i el 2019, s'informaren 52 exemplars vius als Pirineus.
Les festes de l'os són pràctiques molt antigues i un cop van estar molt esteses per tot el continent europeu i bona part de l'hemisferi nord - no en devades, també anomenat regió holàrtica («arctos» vol dir os en grec antic). Onso és com es denominava l'os en aragonès medieval, i era un animal que tenia una forta empremta en la mitologia pirenenca.
Antigament, el personatge de l'os era escenificat per carnaval a molts pobles pirinencs, però a l'Aragó, l'únic lloc on s'ha conservat és a Bielsa, on surt a la ronda del carnaval. Al poble de Senegüé (Samianigo), a la veïna comarca de l'Alt Gallego, hi ha documentada una celebració que es va fer a finals dels anys 30, en la qual representaven una cacera i disparaven contra un ninot de palla que representava un os, i al carnaval de Plan hi havia hagut també el personatge de l'os, al qual la gent esperonava dient «baila, Totón».
Les celebracions de la cacera de l'os guarden un profund simbolisme ancestral. El seu significat està vinculat amb la celebració de l'anunci de la fí de l'hivern i l'arribada de la primavera. L'os, animal que es retira a hibernar durant la cruesa de l'hivern, es desperta així que comença a minvar el mal temps. El seu retorn, afamat, és el prenunci del renaixement de la vida a les muntanyes, passant doncs a simbolitzar la renovació del cicle de la vida. La primavera, alhora, és el període por excel·lència de la prosperitat agrícola i l'abundància. Així mateix, l'os és un animal totèmic: és temut i respectat a parts iguals, tant per la seva fesomia antropomòrfica com pels estralls que causa esporàdicament en els corrals de bestiar, pel qual ha de ser caçat així que surt del seu cau.
Al Pirineu, antigament es creia que quan els ossos hibernaven s'alimentaven de les ànimes de les persones que havien mort i que quan l'animal finalment despertava feia un pet que alliberava aquestes ànimes. A l'Aragó es deia que el plantígrad surt de la cova per la Candelera (2 de febrer) i si veu lluna nova fa un gran pet que allibera les ànimes de les persones que s'havia cruspit, i sinó, torna a la cova i dorm 40 dies més. Aquest romanço es basa en el fet real que quan torna a l'activitat l'os ha d'evacuar el coagul alimentari que se li ha format als budells mentre ha estat hivernant. Amb l'evangelització, va ser Sant Blai qui va assumir la funció redemptora d'ànimes, justament el sant que té la festivitat el 3 de febrer, l'endema de la Candelera.

## Personatges

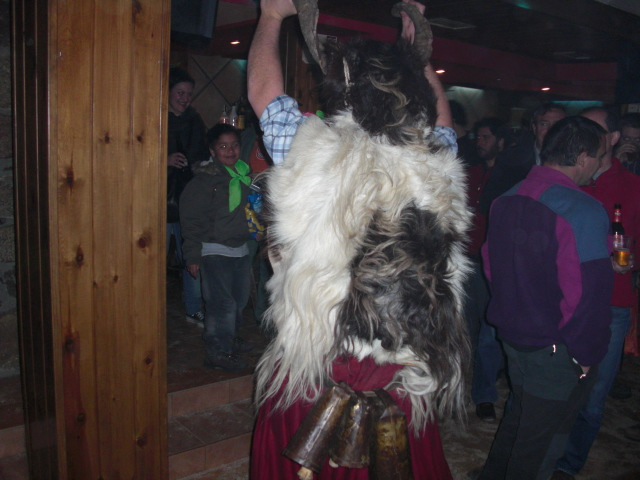
Una tranga

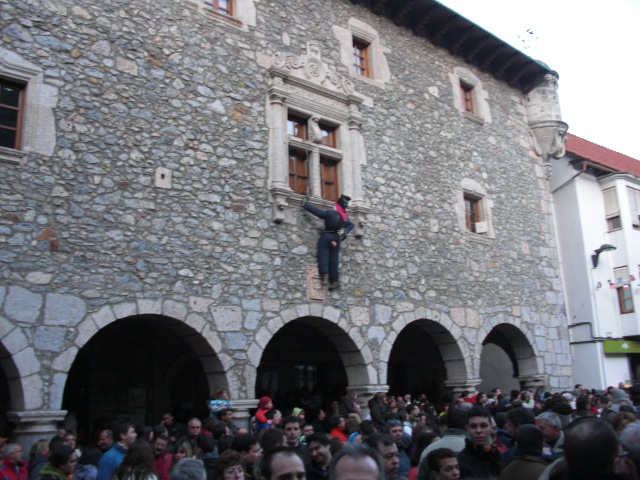
Cornelio Zorrilla penjat a la Casa de la Vila

Els elements del Carnaval de Bielsa són els següents:
- L'onso és un noi disfressat amb una pell d'ovella que li cobreix l'esquena i enfundat amb un sac d'arpillera tot ple de palla o herba seca.[1] Porta també la cara pintada de negre amb oli i sutge. És un personatge salvatge i temut, que fa valer la seva força allà per on passa embestint a la gent.[8] Va lligat amb una corda o cadenes de ferro i està controlat pel seu domador, un pastor que vigila contínuament que no es desboqui en els seus excesos[8] i que només aconsegueix domar-lo a base de cops a l'esquena[1] i glops de vi. L'onso camina a quatre grapes[8] recolzat amb dos «brochancos» (pals gruixuts). En paraules de la gent del poble, l'onso representa la força i el despertar de la natura després de l'hivern.[8] Els onsos representen les ànimes de l'inframon que es diu que s'acollien en el ventre de l'os a l'hivern.

- Les trangas. Són els mossos solters de la vall els encarregats de donar vida a aquest personatge que amb actitud obscena i violenta, ataquen els nens i les mosses.[1] Van vestits amb la pell i les banyes d'un boc, una falda, unes avarques i grans esquelles a la cintura que fan sonar contínuament. Porten la cara pintada de negre amb oli i sutge, unes grans dentadures de patata i un pal llarg, anomenat tranga, d'aquí el seu nom. El bastó el llançaran a qui persegueixin. Anys enrere l'empraven per pujar als balcons de les cases i amb ell invoquen el sòl, recordant els vells rituals de fertilització de la terra. De fet, aquests personatges híbrids, mig humans i mig animals, simbolitzen tant la virilitat com la fertilitat de la terra, així com la inversió de l'ordre quotidià que suposa el carnaval.[1] També són els encarregats de recollir a les madamas a la porta de casa durant la ronda.

- Les madamas representen la part femenina de la festa. Són les mosses solteres, que seran recollides per les trangas al passar la ronda per la porta de casa seva. En els seus vestits predomina el blanc, símbol de la puresa, que combinen amb sedes, brocats, rasos i cintes de colors. Van calçades amb mitges i sabates blanques, i s'adornen amb pendents i collarets. Els seus barrets i faldilles són fets amb cintes de colors subjectes amb agulles.

- L'amontato també conegut com Agüeleta, és un altre personatge híbrid. Simula a una àvia portant a un home a l'esquena i que empra el fuet a tort ia dret.

- El ser liedra representa l'arribada de la primavera, és una persona disfressat per tot el cos amb fulles i faramalla d'heura, una de les poques plantes que manté el follam verd durant tot l'hivern.

- El caballet és una persona que simula un home muntat en un cavall, col·locant-se en la cintura un cavall de cistelleria i traient les cames per sota. Acompanya les trangas i les madamas.

- El cornelio, Don Cornelio o Cornelio Zorrilla, és un «muyenco» o «muyén» (un titella, com es diu a Bielsa), que assumirà totes les culpes del carnaval i serà cremat el diumenge «de pinyata» en una catàrsis col·lectiva.[1] És un espantall que exhibeix els seus atributs sexuals i que és penjat de la finestra de la casa de la vila.[1]
- La garreta és un vestit confeccionat amb mocadors de Portugal i una boina adornada amb cintes de colors. Encara que antigament el vestit constava de faldilla i pantalons, des de fa uns anys es fa només amb faldilla.

Tots els personatges recorren els carrers, les trangas van a buscar a les madamas i juntament amb els musics que toquen fan la ronda de carnaval, juntant-se a la plaça i fent festa fins ben entrada la nit. Les trangas i els onsos no dubten d'envestir la gent i abordar els turistes i especialment, les dones, com part pròpia del ritual de carnaval que implica la inversió de l'ordre quotidià, la vulneració de les normes socials i la sexualitat oberta, vinculada amb la fertilitat i l'arribada de la primavera.
També a Bielsa es feia la «replega de carnaval», ritual propi de quasi tots els carnavals aragonesos, com els de Chistén, Sant Chuan de Plan, Nerín i molts més pobles, que consistia en fer una colla els joves del poble i anar recollint virolles per les cases, amb les que es feien «lifaras» (berenars abundants) fins que s'esgotava tot.